# 24387 Trettel
24387 Trettel è un asteroide della fascia principale. Scoperto nel 2000, presenta un'orbita caratterizzata da un semiasse maggiore pari a 2,7318749 UA e da un'eccentricità di 0,1330621, inclinata di 6,44872° rispetto all'eclittica.
È stato intitolato a Stephen Jerome Trettel (1990), studente premiato nel 2008 al concorso internazionale Intel per la scienza e l'ingegneria.